# Giulio Quaglio
Giulio Quaglio (kváljo), italijanski slikar, * 1668, Laino, Italija, † 3. julij 1751, Laino.